# Fulvalene
Il fulvalene (detto anche biciclopentadienilidene) è un membro della famiglia dei fulvaleni. Si tratta di un composto chimico di formula molecolare C10H8, interessante dal punto di vista teorico poiché rappresenta uno dei più semplici idrocarburi coniugati non benzenoidi. Il fulvalene è un isomero instabile dei ben più comuni composti aromatici e benzenoidi noti come naftalene e azulene e consiste di due anelli a cinque atomici di carbonio, ognuno con due doppi legami più un altro extra che li tiene insieme.
La molecola presenta una simmetria D2h.

## Storia
Il primo tentativo di sintesi del fulvalene risale al 1951, quando Pauson e Kealy scoprirono accidentalmente il ferrocene.
La prima sintesi effettiva fu riportata nel 1958 da E. A. Matzner, mentre lavorava insieme a William von Eggers Doering. In questo metodo, l'anione ciclopentadienile viene accoppiato, tramite iodio, con il diidrofulvalene. Il composto viene poi deprotonato tramite n-butillitio a dare l'anione corrispondente, successivamente ossidato con ossigeno. Conferme sulla struttura arrivarono poi con la spettroscopia UV-Vis a 77 K.
Infine, l'isolamento del prodotto fu fatto per la prima volta nel 1986 grazie ad un metodo simile a quello originale. Si è poi scoperto che il composto è non-aromatico ed estremamente reattivo a temperature superiori ai -50 °C, attraverso reazioni di dimerizzazione di Diels-Alder.

## Derivati
Il perclorofulvalene C10Cl8 è piuttosto stabile rispetto all'idrocarburo da cui deriva.
Il tetratiafulvalene è, invece, un semiconduttore organico.